# Aralkum

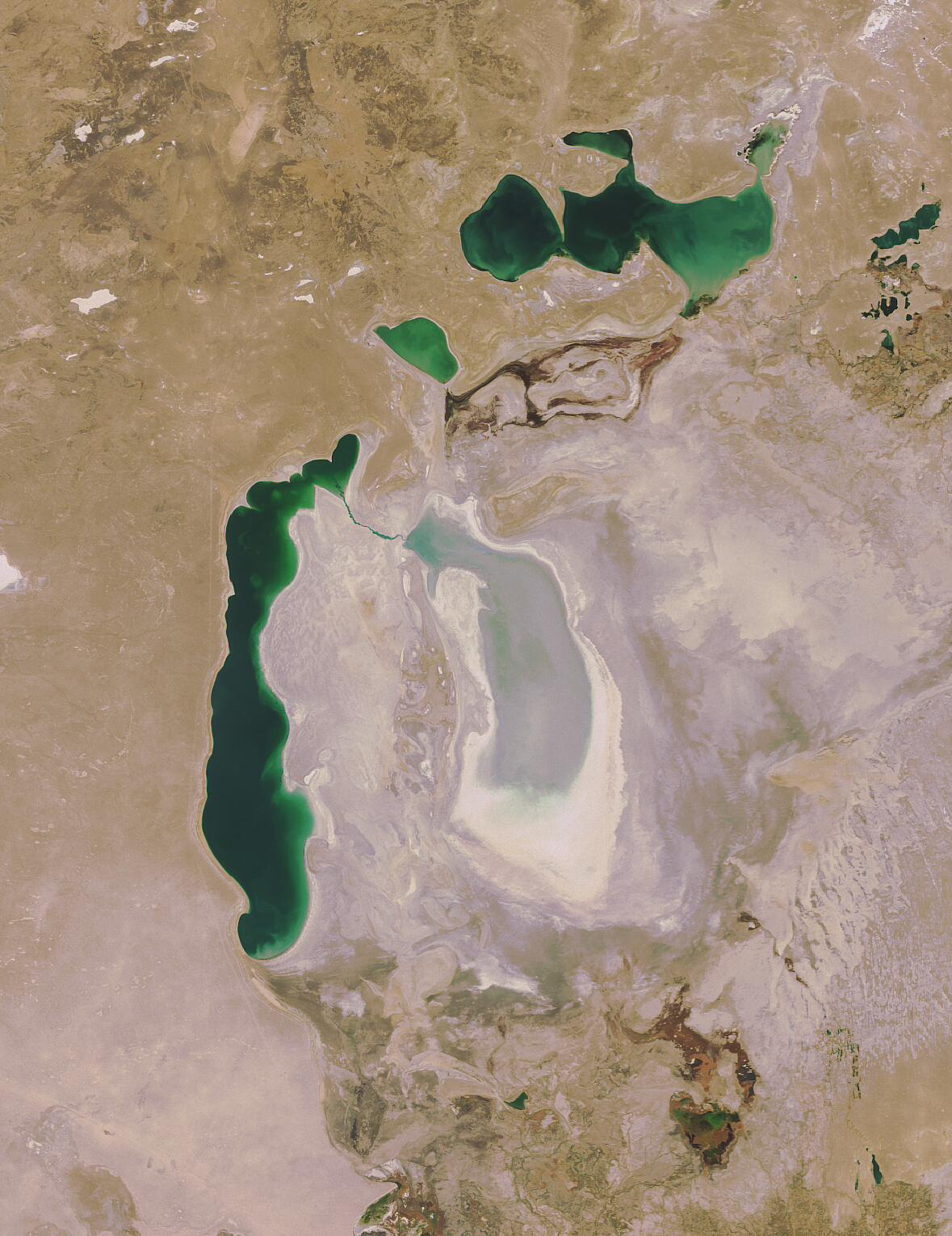
Imagine satelit din 2008 a deșertului Aralkum și a Mării Aral.

Aralkum este numele dat deșertului nou-apărut pe fundul odată ocupat de Marea Aral. Acesta se află la sud și la est de ceea ce rămâne din Marea Aral, în Uzbekistan și Kazahstan. 
Deși nivelul Mării Aral a fluctuat în decursul existenței sale, cea mai recentă scădere a nivelului mării a fost cauzată de construirea unor proiecte de irigare masive în regiune. În timp ce nordul Mării Aral crește în prezent, datorită unui dig, sudul Mării Aral este încă în scădere, extinzând astfel dimensiunea deșertului. Praful din deșertul Aralkum a fost găsit în ghețarii din Groenlanda, pădurile din Norvegia, precum și în câmpiile din Rusia.

Imagine animată a diminuării nivelului Mării Aral ducând la formarea deșertului Aralkum.